# Cláudio Santoro
Cláudio Santoro, nome alla nascita Cláudio Franco de Sá Santoro (Manaus, 29 novembre 1919 – Brasilia, 27 marzo 1989), è stato un compositore, direttore d'orchestra e violinista brasiliano.

## Biografia

### Primi anni
Italobrasiliano originario di Manaus, la capitale dello stato di Amazonas, Brasile, Santoro iniziò a studiare violino e pianoforte da bambino. I suoi sforzi fecero sì che il governo di Amazonas lo mandasse a studiare al Conservatorio Brasileiro de Música a Rio de Janeiro.

### Carriera
All'età di 18 anni insegnava già violino al conservatorio. Fu allievo di Hans-Joachim Koellreutter, un compositore che lo influenzò. Studiò anche a Parigi con Nadia Boulanger. Fu il co-fondatore e membro della Orchestra Sinfonica Brasiliana. La sua prolifica produzione era per lo più strumentale e comprende quattordici sinfonie, tre concerti per pianoforte e sette quartetti d'archi.
Fu invitato dal governo della Repubblica Federale Tedesca per il programma Resident Artist in West Berlin (1966/67) e dalla Brahms Foundation come Artista Residente della Brahms House (Baden-Baden).

### Morte
Claudio Santoro morì a Brasilia nel marzo del 1989 all'età di 69 anni mentre dirigeva le prove di un concerto in programma per commemorare il bicentenario della rivoluzione francese del 14 luglio.

## Premi
Ha vinto un premio nel 1948 al Lili Boulanger Memorial Fund presso l'Università del Massachusetts, a Boston. Tra i giudici c'erano i compositori Igor Stravinski e Aaron Copland.

## Incarichi
Tra i suoi incarichi, titoli e attività c'è l'essere il fondatore e il direttore delle Orchestre da camera di Radio MEC e dell'Università di Brasilia, l'Orchestra Sinfonica del Radio Club del Brasile e il Teatro Nazionale di Brasilia; titolare, Professore coordinatore del Dipartimento di musica dell'Università di Brasilia; Presidente della Sezione Brasiliana dell'Ordine dei Musicisti del Brasile; Direttore musicale della Fondazione culturale del distretto federale; membro del Consiglio direttivo del Consiglio interamericano di musica; organizzatore e direttore del Centro di diffusione e informazione per la musica dell'America Latina insieme all'Istituto di studi comparati di musica e documentazione (ex Berlino Ovest); membro dell'Accademia Brasiliana di Musica, dell'Accademia Brasiliana delle Arti e dell'Accademia di Musica e Lettere del Brasile, di cui è stato Presidente.
Tra il 1970 e il 1978 è stato professore di direzione e composizione, direttore dell'Orchestra e dipartimento di musica della scuola di musica di stato superiore di Heidelberg-Mannheim, in Germania. Le orchestre che ha diretto come ospite sono la Filarmonica di Leningrado, l'Orchestra di Stato di Mosca, la RIAS di Berlino, l'ORTF di Parigi, l'OSSODRE Montevideo, la Beethovenhalle di Bonn, l'Orchestra Sinfonica della Radio di Praga, la Filarmonica di Bucarest, l'Orchestra Sinfonica di Porto, l'Orchestra Filarmonica di Sofia, la PRO ART (Londra) Île de France (Parigi), l'Orchestra Sinfonica della Radio di Lipsia, l'Orchestra Sinfonica di Magdeburgo, l'Orchestra Filarmonica di Varsavia, così come le principali orchestre brasiliane.